# Balassa Iván
Balassa Iván (Báránd, 1917. október 5. – Budapest, 2002. november 1.) etnográfus, a történelemtudományok (néprajz) doktora (1966), a Néprajzi Múzeum, a Rákóczi Múzeum, és a Magyar Mezőgazdasági Múzeum igazgatója, a Művelődésügyi Minisztérium Múzeumi Főosztályának Tudományos Osztályvezetője, néprajzi szakíró.

## Élete
Bárándon született 1917-ben, ahol nagyapja, Szabó József 52 évig volt református lelkész. Édesapja, Balassa József körjegyzőként működött Bihartordán és Dancsházán, nyugdíjba vonulása után ügyvezető igazgatója volt az országos Református Szeretetszövetségnek. Édesanyja Szabó Edit tanítónő.
Bárándon és Bihartordán végezte az elemi iskola négy osztályát. Gimnáziumba Egerben, a Cisztereknél járt, a Debreceni Református Gimnáziumban végzett, ahol 1936-ban tett érettségi vizsgát. 1940-ben magyar-német tanári diplomát kapott a debreceni Tisza István Tudományegyetemen, s egyúttal magyar-finnugor szakon is ledoktorált. Mint gyakornok dolgozott 1938-tól a debreceni, 1940-től a kolozsvári egyetemen.
Balassa Iván, mint Csüry Bálint tanítványa, nyelvészeti kutatást végzett, 1940-től 1941-ig Szabó T. Attilával dolgozott együtt, ők ébresztették fel a néprajz iránti érdeklődését.
1941-től a sepsiszentgyörgyi Székely Nemzeti Múzeumba került. 1944 őszén nevezték ki a budapesti a Néprajzi Múzeumba, itt 1948-tól vezette a Magyar Osztálynak c. gyűjteményt, ezután a hat éven keresztül töltötte be a Néprajzi Múzeum főigazgatói állását, a nemzetközi és belföldi kapcsolatokat szervezése mellett, a gyűjteményi-múzeumi műtárgyi gyarapításokat, leírásokat, kiadványok szerkesztését, kiállítások rendezését is bonyolította.
1956-tól 1961-ig a sárospataki Rákóczi Múzeum igazgatója volt. Ujszászy Kálmánnal közösen gyűjtötték és dolgozták fel az északkelet-magyarországi régió kulturális, illetve a hagyományok területén menthető emlékeit.
Ezen időszakban számos könyve is jelent meg, több között a Karcsai Mondák (1963) vagy a Bodrogköz monográfiája a Lápok, falvak, emberek (1975), valamint a Földművelés a Hegyközben (1964), mely utóbbi már a Budapesti Mezőgazdasági Múzeumban megkezdett szolgálatának elején készült. Több tanulmányt is írt a hegyaljai németek betelepítéséről, és az Amerikába kivándorolt magyarokról is gyűjtött anyagot.
1961-ben kinevezték a Művelődésügyi Minisztérium Múzeumi Főosztályának Tudományos Osztályvezetőjévé, 1969-től pedig a Mezőgazdasági Múzeum megbízott főigazgatója volt, később mint tudományos főigazgató-helyettese dolgozott, nyugdíjba vonulásáig. Megalakította a Mezőgazdasági Múzeumok Nemzetközi Szövetségét (AIMA), és a Munkaeszköztörténeti Archívumot. 1983-ban 66 évesen vonult nyugdíjba, ám ezt követően is aktív tudományos munkát folytatott.
2002-ben hunyt 85 éves korában.

## Munkássága
Számos történeti-néprajzi, agrártörténeti monográfiája látott napvilágot, mint pl. A magyar kukorica (1960), Az eke és a szántás története Magyarországon (1973) és Az aratómunkások Magyarországon (1985). Több nyelven is megjelent az 1979-ben Ortutay Gyulával közösen szerkesztette Magyar Néprajz c. könyve, mely hazánk nevét is öregbítette Nyugat-Európában.
A rendszerváltás előtt nem sokkal jelent meg a Határainkon túli magyarok néprajza c. kézikönyve (1989), melyet az érdeklődők hamar felvásároltak. Megírta Báránd Község Története és Néprajza és a Magyar falvak temetői c. monográfiáit is.
Az 1970-es évek közepén megindítója volt a magyarországi nemzetiségek, nemzeti-etnikai kisebbségek kutatásának, 1972-ben megalapította a keszthelyi Georgikon Majormúzeumot, mely Festetics Györgynek, az egykori keszthelyi Georgikon, Európa első felsőfokú mezőgazdasági tanintézetének és alapítójának állított emléket. Múzeumot hozott létre a keszthelyi uradalmi majorban, mely eredeti épületek között működik.
A Magyar Néprajzi Társaság elnökeként elért eredményeit, valamint tudományos munkásságának és teljesítményeinek elismeréseképpen a Svéd és a Dán Királyi Tudományos Akadémia tagjává választotta.
A hamburgi F.V.S.-től 1980-ban Herder-díjat kapott, 1995-ben elnyerte a Pro Paluster díjat is. Ezen felül számos kitüntetéssel is bírt, melyekkel szakmai munkásságáért jutalmazták.
1997. március 15-én szülőfalujától megkapta a Báránd Község Díszpolgára címet, 1997. augusztus 20-án pedig a Magyar Köztársasági Érdemrend Középkeresztjét vette át.
Nyugdíjas korában is aktívan dolgozott: alapító társelnöke volt a TIT Országos Néprajzi Választmányának, és ennek jogutódjának, a Györffy István Néprajzi Egyesületnek. Erdélyi néprajzkutatók a Kriza János Néprajzi Társaság tiszteletbeli elnöki tisztjének betöltésére is felkérték. Több egyesületnek, tudós társaságnak volt tagja, és aktív közreműködője.
1989 után gondoskodott a határon túli magyar néprajzosok továbbképzésének megszervezéséről, a romániai forradalom után a közgyűjtemények, múzeumok műtárgyainak védelmét irányította fiatal kollégáinak segítségével.
László Gyula barátjáról készült munkáját még elkészítette, ám több terve is befejezetlen maradt. Halála váratlanul érte. Hamvait végakaratának megfelelően Bárándon helyezték el.

## Főbb munkái
- A debreceni cívis földművelés munkamenete és műszókincse (Debrecen, 1940);
- Magyar néprajz (A mezőgazdasági középiskolák III. osztálya számára, Bp., 1947);
- A Néprajzi Múzeum favilla-gyűjteménye (Bp., 1949);
- Földosztó mozgalom a Bodrogközben 1898-ban (Sárospatak, 1956);
- Vezető a sárospataki várban (Sárospatak, 1960);
- A magyar kukorica (Bp., 1960);
- Karcsai mondák (Új magyar népköltési gyűjtemény 11. Akadémiai Kiadó, Bp., 1963);
- Magyar népi díszítőművészet (társszerzőkkel, kínaiul, Peking, 1963);
- Földművelés a Hegyközben (Bp., 1964);
- Ethnographische Sammlungen der Museen in Ungarn (Szolnoky Lajossal, Bp., 1964);
- A múzeumi kiállítások tudományos előkészítése (Bp., 1964);
- Magyar Múzeumok (Béni Gyöngyivel, Bp., 1969);
- Az eke és a szántás története Magyarországon (Bp., 1973);
- Lápok, falvak, emberek (Bp., 1975),
- Jankó János. A múlt magyar tudósai. Akadémiai Kiadó (Bp., 1975);
- Magyar Néprajz (Ortutay Gyulával közösen, 1979);
- Az aratómunkások Magyarországon (1985)
- Határainkon túli magyarok néprajza (1989)
- Magyar falvak temetői (monográfia, 1989)
- Báránd Község Története és Néprajza (monográfia)

Szerkesztette az Ethnográfiát (1949–56), a Magyar Népművészetet (1950–54), a Néprajzi Múzeum Értesítőjét (1954–55), a Sárospataki Rákóczi Múzeum Füzeteit (1956–60), a Magyar Mezőgazdasági Múzeum Közleményeit (1969–70).